# النور حمد
النور حمد (1951)
كاتب مفكر وباحث سياسي سوداني، وفنّان تشكيليّ، وناشط مجتمع مدنيّ. من أبرز قيادات الفكرة الجمهورية. من مواليد قرية حمد الترابي في ولاية الجزيرة.

## المراحل التعليمية
- المرحلة الابتدائية - مدرسة حلة حمد الصغرى  مدرسة المعيلق الصغرى ذات الرأسين.
- المرحلة المتوسطة -  مدرسة ابوعشر الوسطى. المرحلة الثانوية - مدرسة حنتوب الثانوية.

- المرحلة الجامعية -   كلية الفنون

تتلمذ على يد الاستاذ محمود محمد طه مابين 1972 حتى إعدامه في عام 1985.

## الدرجات العلمية
حاصل على
- درجة الدكتوراة في التربية الفنية من جامعة إلينوي بالولايات المتحدة الأمريكية.[3]

- درجة الماجستير في التربية الفنية من جامعة ميامي بولاية أوهايو.
- دبلوم الفنون الجميلة من كلّية الفنون الجميلة والتطبيقيّة في السودان.

## الإسهامات
- تدريس التربية الفنية بمدرسة خورطقت الثانوية، مدرسة الخرطوم الجديدة، مدرسة ام درمان الأهلية مدرسة محمد حسين الثانوية ومعهد تدريب معلمات المرحلة المتوسطة بامدرمان
- قام بتدريس التربية الفنية بجامعة شرق واشنطن وبجامعة مانسفيلد بالولايات المتحدة الأمريكية.
- ترأس قسم التحرير وتولى إدارة تحرير دورية «سياسات عربية»
- ترأس قسم التربية الفنية بجامعة قطر.
- عمل باحثاً بالمركز العربى للأبحاث ودراسة السياسات في قطر حيث ترأس قسم التحرير وتولى إدارة تحرير دورية «سياسات عربية»[3]

## مؤلفاته
1. مهارب المبدعين: قراءة في السير والنصوص السودانية
2. لماذا يصحو مارد الهضبة ويغفو مارد السهل.[4]
3. أوراق سودانية: الدين _ السياسة _ الثقافة.[3]
4. أوضاع اللغة العربية في القرن الإفريقي.: تقاطعات الدين والهوية والإثنية.[5]
5. السودان: تعثر بناء الدولة [6]
6. العقل الرعوي[7]

## التحرير
- ساهم بتحرير كتاب نحو مشروع مستقبلي للإسلام: ثلاثة من الأعمال الأساسية لمحمود محمد طه.
- قام بتحرير كتاب إنفصال جنوب السودان: المحاذير والفرص[1]
- نشر العديد من الأوراق العلمية وحرر عددا من الكتب الجماعية وكتب مقدمات لعدد من الكتب.
- نشر المئات من المقالات في الصّحف والمجلّات العربيّة والسودانيّة، في الفكر، والثقافة، والسياسة. كما استضافته القنوات العربية والسودانية للحديث في قضايا السياسة والثقافة فنان تشكيلي اقام العديد من المعارض الفنية

## أنظر هنا
- الفكرة الجمهورية
- الطيب زين العابدين
- علي صالح كرار
- أحمد إلياس حسين